# Камполонго Мађоре Сколаро (Венеција)
Камполонго Мађоре Сколаро (итал. Campolongo Maggiore Scolaro) је насеље у Италији у округу Венеција, региону Венето.
Према процени из 2011. у насељу је живело 69 становника. Насеље се налази на надморској висини од 5 м.